# Premi Ariel al millor guió original
El Premi Ariel al millor Guió Original  és un premi atorgat anualment per la Acadèmia Mexicana d'Arts i Ciències Cinematogràfiques (AMACC). Va ser lliurat per primera vegada en 1999 (Lliurament XLI). S'atorga als escriptors autors d’històries originals i alienes a qualsevol altra història ja escrita amb anterioritat, d'aquí la diferència amb el guió adaptat.

## Guardonades per any

### Dècada del 1990
| Any                      | Guionista         | Pel·lícula |
| ------------------------ | ----------------- | ---------- |
| 1999                     |                   |            |
| Francisco Athié          | Fibra óptica      |            |
| José Buil Maryse Sistach | El cometa         |            |
| Salvador Carrasco        | La otra conquista |            |

### Dècada de 2000
| Any                                                       | Guionista                               | Pel·lícula |
| --------------------------------------------------------- | --------------------------------------- | ---------- |
| 2000                                                      |                                         |            |
| Fernando León Jaime Sampietro Luis Estrada Vicente Leñero | La ley de Herodes                       |            |
| Juan Carlos Rulfo                                         | Del olvido al no me acuerdo             |            |
| Óscar Urrutia                                             | Rito terminal                           |            |
| 2001                                                      |                                         |            |
| José Buil                                                 | Perfume de violetas                     |            |
| Guillermo Arriaga                                         | Amores perros                           |            |
| Felipe Cazals                                             | Su alteza serenísima                    |            |
| 2002                                                      |                                         |            |
| Ignacio Ortiz                                             | Cuentos de hadas para dormir cocodrilos |            |
| Juan Antonio de la Riva                                   | El gavilán de la sierra                 |            |
| Armando Casas Rafael Tonatiuh                             | Un mundo raro                           |            |
| María Novaro                                              | Sin dejar huella                        |            |
| 2003                                                      |                                         |            |
| Agustí Villaronga Lydia Zimmerman Isaac P. Racine         | Aro Tolbukhin. En la mente del asesino  |            |
| Francisco Sánchez Alejandro Gamboa                        | El tigre de Santa Julia                 |            |
| Jaime Humberto Hermosillo                                 | eXXXorcismos                            |            |
| 2004                                                      |                                         |            |
| Carlos Reygadas                                           | Japón                                   |            |
| José Luis García Agraz Carlos Cuarón                      | El misterio del Trinidad                |            |
| Julián Hernández                                          | Mil nubes                               |            |
| Martín Salinas                                            | Nicotina                                |            |
| 2005                                                      |                                         |            |
| Fernando Eimbcke                                          | Temporada de patos                      |            |
| Jorge Ramírez Suárez                                      | Conejo en la luna                       |            |
| José Buil                                                 | Manos libres                            |            |
| Iván Ávila Dueñas                                         | Adán y Eva (todavía)                    |            |
| 2006                                                      |                                         |            |
| Felipe Cazals                                             | Las vueltas del citrillo                |            |
| Fernando Kalife                                           | 7 días                                  |            |
| Ignacio Ortiz                                             | Mezcal                                  |            |
| 2007                                                      |                                         |            |
| Francisco Vargas                                          | El violín                               |            |
| Sebastián Cordero                                         | Crónicas                                |            |
| Andrés León Becker Javier Solar                           | Más que a nada en el mundo              |            |
| 2008                                                      |                                         |            |
| Carlos Reygadas                                           | Luz silenciosa                          |            |
| Israel Cárdenas Laura Amelia Guzmán                       | Cochochi                                |            |
| Aarón Fernández                                           | Partes usadas                           |            |
| 2009                                                      |                                         |            |
| Laura Santullo Rodrigo Plá                                | Desierto adentro                        |            |
| Gerardo Naranjo                                           | Voy a explotar                          |            |
| Paula Markovitch Fernando Eimbcke                         | Lake Tahoe                              |            |

### Década de 2010
| Entrega | Any  | Pel·lícula              | Escrita per                  |
| ------- | ---- | ----------------------- | ---------------------------- |
| LXI     | 2019 | Roma                    | Alfonso Cuarón               |
| LX      | 2018 | Sueño en otro idioma    | Carlos Contreras             |
| LIX     | 2017 | Maquinaria Panamericana | Lucy Pawlak                  |
| LVIII   | 2016 | Las Elegidas            | David Pablos                 |
| LVII    | 2015 | Carmín tropical         | Rigoberto Perezcano          |
| LVI     | 2014 | La Jaula de Oro         | Diego Quemada-Diez           |
| LV      | 2013 | El Premio               | Paula Markovitch             |
| LIV     | 2012 | Pastorela               | Emilio Portes                |
| LIII    | 2011 | Abel                    | Augusto Mendoza y Diego Luna |
| LII     | 2010 | Cinco días sin Nora     | Mariana Chenillo             |

### Dècada de 2020
| Lliurament | Any  | Pel·lícula       | Escrita per                |
| ---------- | ---- | ---------------- | -------------------------- |
| LXII       | 2020 | Ya no estoy aquí | Fernando Frías de la Parra |